# Chimarra texana
Chimarra texana är en nattsländeart som beskrevs av Banks 1920. Chimarra texana ingår i släktet Chimarra och familjen stengömmenattsländor. Inga underarter finns listade i Catalogue of Life.